# Idiogomphoides
Genre
Idiogomphoides est un genre de libellules de la famille des Gomphidae (sous-ordre des Anisoptères, ordre des Odonates). 

## Liste d'espèces
Selon BioLib (7 janvier 2021) :
- Idiogomphoides demoulini (St-Quentin, 1967)
- Idiogomphoides emmeli Belle, 1995
- Idiogomphoides ictinia (Selys, 1878)